# Acadia (regione)
La regione dell'Acadia (AFI: /aˈkadja/; in francese Acadie) è un'area dell'America settentrionale sulla costa dell'Oceano Atlantico. I suoi esatti limiti geografici possono variare, ma nel senso più estensivo essa comprende le province marittime del Canada (Nuova Scozia, Nuovo Brunswick e Isola del Principe Edoardo), la Penisola Gaspé in Québec, e il Maine ad est del fiume Kennebec.
L'origine del nome Acadia si pensa possa essere legata all'esploratore Giovanni da Verrazzano, che lo usò per la prima volta nel 1524 come legato alla regione greca dell'Arcadia, terra campestre di abbondanza. Un'altra teoria lega questo nome al termine della lingua mi'kmaq algatig o larcadie, che significa "luogo campestre" o dalla lingua malecita quoddy, che vuol dire "luogo fertile".

## Storia

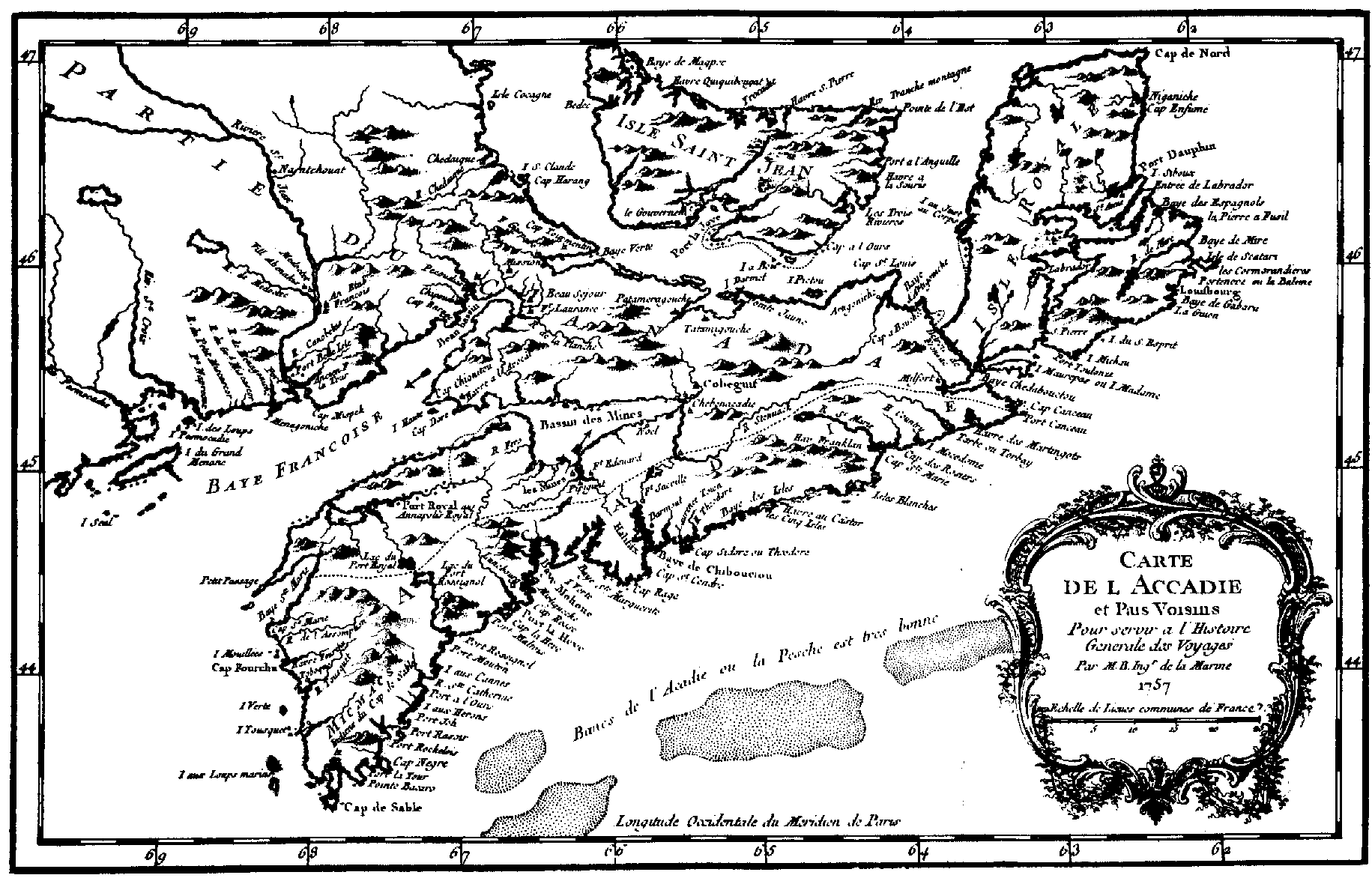
Jacques-Nicolas Bellin, mappa dell'Acadia nel 1757

L'attuale provincia canadese della Nuova Scozia fu colonizzata per la prima volta dai francesi, guidati da un gentiluomo ugonotto, Pierre Dugua de Mons, accompagnato da Samuel de Champlain. Inizialmente (1604) essi approdarono nella baia di Passamaquoddy. In seguito stabilirono la loro capitale a Port Royal, all'imboccatura del fiume La Have (1605), ma nel 1610 la colonia si spostò ad Annapolis Royal. I coloni provenivano soprattutto dalla Francia occidentale (Berry, Poitou e Turenna). Questi primi coloni diedero vita alla Nuova Francia e furono conosciuti come Acadiani.
Anche l'Inghilterra aveva, a quel tempo, delle mire sul territorio. Nel 1621, Giacomo I la assegnò contro ogni diritto, insieme ad altre terre, a coloni scozzesi, attribuendole il magniloquente nome di Nuova Scozia. Quando Giacomo morì, le mire britanniche furono portate avanti dal figlio Carlo I. Nel frattempo, tra il 1632 e il 1635, la Francia inviò altri 300 coloni. I francesi guadagnarono il controllo del territorio dei Mi'kmaq e, nel 1654, il re Luigi XIV designò Nicholas Denys come governatore di Acadia ed a loro diede delle terre e diritti su tutte le miniere. Il territorio fu conquistato dai coloni inglesi durante la Guerra della Grande Alleanza (1688-1697), ma ritornò alla Francia con i trattati di pace. Fu nuovamente ripreso dagli inglesi durante la Guerra di successione spagnola e la sua conquista venne confermata dal Trattato di Utrecht nel 1713.

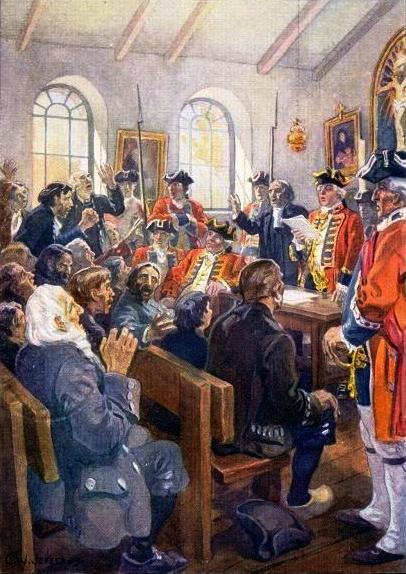
Le grand dérangement, in un dipinto di Charles William Jefferys: il colonnello Winslow legge l'ordine agli Acadiani di Grand-Pré

Dopo questa sconfitta, la Francia costruì la fortezza di Louisbourg sull'Île Royale (oggi Isola del Capo Bretone), luogo cardinale per i traffici marittimi verso il Québec, in previsione di una nuova possibile guerra. A seguito della firma della pace con la Francia, gli Inglesi cedettero il territorio e gli scozzesi dovettero abbandonare le loro missioni prima che la colonia fosse stabilita. La fortezza francese di Louisbourg fu conquistata dalle forze continentali britannico-americane, ma poi ritornò alla Francia. Ricadde in mani inglesi dopo la conquista del Québec.
Gli Inglesi temettero che gli Acadiani passati sotto sovranità britannica, ai quali venne impedito di emigrare verso i territori rimasti francesi, potessero non essere leali in tempo di guerra. Pretesero da loro un giuramento di fedeltà, poi un giuramento di partecipazione al conflitto contro i Francesi, e moltiplicarono le vessazioni. Infine il governatore inglese Monkton fece distruggere 6.000 case acadiane nel 1755 ed espulse gli abitanti: questo episodio viene ricordato come la grande deportazione (Le grand dérangement) degli Acadiani. Alcuni di essi furono costretti ad emigrare verso le colonie inglesi della costa orientale del Nord America, altri furono imprigionati e portati in Inghilterra. Le famiglie furono spesso separate e molti morirono a causa di epidemie o di privazioni durante l'esodo.
Dopo il trattato di Parigi del 1763, alcuni Acadiani partirono verso la colonia francese della Louisiana (dove diventarono i fondatori della cultura cajun), mentre altri si rifugiarono in Francia, soprattutto a Belle-Île-en-Mer e nella roccaforte ugonotta di Nantes. Anche le isole francesi di Saint-Pierre e Miquelon, vicino a Terranova, diventarono un rifugio per molte famiglie acadiane, anche se molte di esse furono nuovamente espulse dagli inglesi nel 1778 e nel 1793. Ci sono ugualmente genti di origine acadiana nel Maine e nel Québec.

Bandiera dell'Acadia, adottata nel 1884

Dopo il 1764 venne comunque accordato agli Acadiani il permesso di reinstallarsi in Nuova Scozia. Di contro fu loro impedito di concentrarsi oltre un certo numero nello stesso distretto. Inizialmente agricoltori, ritrovatisi senza terra da coltivare, furono spesso costretti a diventare pescatori. Si stabilirono soprattutto nella costa nord della parte continentale della Nuova Scozia (oggi Nuovo Brunswick).
Il 15 agosto 2004, in occasione del 400º anniversario della fondazione dell'Acadia (e contemporaneamente alla festa dell'Assunzione), si è concluso il terzo Congresso mondiale acadiano.

## Cultura

### Lingue
Si distinguono il dialetto francese acadiano ed il chiac, in cui si mischiano parole e costruzioni inglesi.

### Letteratura
- La scrittrice Antonine Maillet ha vinto il Premio Goncourt nel 1979, con il romanzo Pélagie la Charette.